# San Bernardo ai Monti
San Bernardo ai Monti (San Bernard in dialetto chiavennasco, AFI: [ˌsãːberˈnard]) è una frazione di San Giacomo Filippo.

## Storia
L'insediamento delle genti a San Bernardo è antichissimo, ne è testimonianza l'esistenza di una piccola chiesa già nel 1189 (carta Crollalanza - codice diplomatico della Rezia).
Fino al cinquecento circa, tutto il comprensorio, che comprende San Bernardo, Olmo e Filigheccio, era denominato con il toponimo “Monti di Vergona”.
Ora, del toponimo Vergona, rimane un piccolo nucleo di baite e rustici sopra San Rocco in direzione della Val Drogo.
Dal 1512 al 1797 la Val San Giacomo, come la Valchiavenna e la Valtellina, era di dominio Grigione.
Nel 1816, il Governo Lombardo Veneto divide la Val San Giacomo nei comuni di: Isolato (oggi Madesimo), Campodolcino e San Giacomo Filippo.
Oltre alla Chiesa principale di San Bernardo, ci sono la Chiesa di San Rocco, nel rione di Scanabecco, eretta nel 1630 e la Chiesa di San Antonio nella località Drogo, eretta nel 1766 (sopra il portone è però scolpito l'anno 1782, che è l'anno di fabbricazione del portale).
Già dal seicento l'emigrazione degli uomini di San Bernardo aveva come destinazione Roma, Napoli, Venezia, Ferrara, Svizzera, Austria, Germania e Francia ed era prevalentemente di tipo stagionale.
Dalla metà dell'ottocento inizia l'emigrazione nelle Americhe e da stagionale diventa di lunga durata se non definitiva.
Dagli anni cinquanta agli anni settanta del novecento San Bernardo si è quasi completamente spopolato e a partire dagli anni novanta da centro abitato si è trasformato in una località di villeggiatura, quasi tutte le case sono state ristrutturate e il paese ha assunto l'aspetto gradevole attuale.
San Bernardo non ha mai perso l'affetto dei suoi originari, dei discendenti ed ha conquistato nuovi estimatori, i quali, appena possono, vengono a respirare l'aria buona, la pace e la tranquillità che questo grazioso paese sa offrire in tutti i periodi dell'anno.

## Festa del paese
La festa patronale è il giorno 20 agosto, ma la ricorrenza tradizionale più importante è il 15 agosto, festa dell'Assunzione, in occasione della quale viene organizzata una festa con pranzo a base di prodotti tipici, che attira ogni anno più di 500 persone.